# Alpha và Omega

Các chữ cái Hy Lạp Alpha và Omega

Alpha (Α, α) và omega (Ω, ω) là chữ cái đầu tiên và cuối cùng của bảng chữ cái Hy Lạp và là danh hiệu của Chúa Kitô và Chúa trong Sách Khải Huyền. Cặp chữ cái này được sử dụng như một biểu tượng của Kitô giáo, và thường được kết hợp với Thánh giá, Chi Rho hoặc các biểu tượng Kitô giáo khác.